# 塚原治
塚原 治（つかはら おさむ、1950年〈昭和25年〉6月21日 - ）は、日本の大蔵・財務官僚。国税庁長官官房国税審議官や、アジア開発銀行理事、国際空港上屋代表取締役社長等を務めた。

## 人物・経歴
神奈川県横浜市出身（父は岡山県、母は茨城県）。栄光学園高等学校、一橋大学経済学部卒業。1973年 大蔵省入省（国際金融局国際機構課）。1975年4月 大蔵省国際金融局付（プリンストン大学留学）。1977年7月 大蔵省理財局総務課企画係長。1978年7月 旭川東税務署長。1979年7月 大蔵省関税局監視課長補佐。1980年6月 派遣職員（国際通貨基金財政局）。1988年6月 大蔵省大臣官房企画官兼関税局総務課。1989年6月 東京税関成田税関支署長。1996年 大蔵省関税局企画課長。1997年 大蔵省大臣官房会計課長。1998年 熊本国税局長。2000年 国税庁長官官房国税審議官。2001年1月 国税庁長官官房審議官。同年 アジア開発銀行理事。2004年 中小企業金融公庫理事。2008年から国際空港上屋代表取締役社長を務め、多角化を進めて成田空港外での施設展開整備にあたった。趣味は俳句。2016年 国際空港上屋代表取締役会長。2017年 国際空港上屋顧問。2020年 瑞宝中綬章受章。